# Gare de Berlin Springpfuhl
La gare de Berlin Springpfuhl est une gare ferroviaire à l'Est de Berlin sur le réseau de S-Bahn. Elle est située dans le quartier de Marzahn, à la ligne de la grande ceinture près du croisement avec la ligne de Berlin à Wriezen. La gare consiste en un quai central totalement abrité. 
Le nom de la gare provient d'une flaque d'eau, une cuvette glaciaire située en plein milieu d'un parc à 200 m de là.

## Histoire

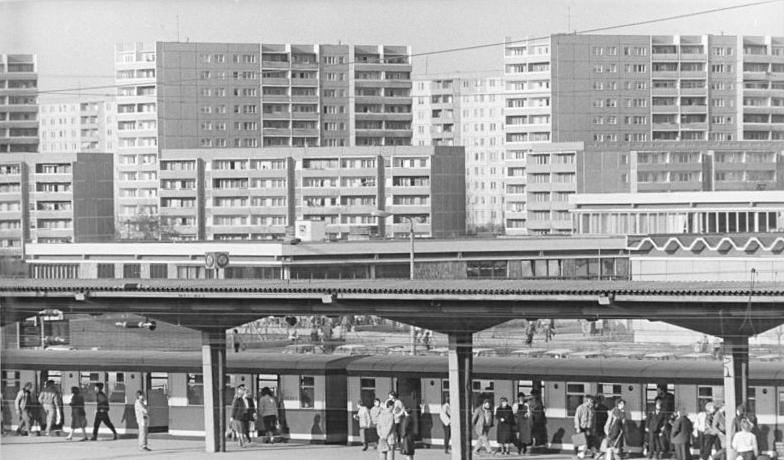
La gare en 1987.

Une première station, une gare de service sur l'ancienne grande ceinture de marchandises (Güteraußenring) à environ 150 mètres à l'ouest, a été ouverte le 6 octobre 1941. Le croisement avec la ligne de Berlin à Wriezen se trouvait plus au nord en direction de la gare de Berlin-Marzahn ; une courbe de liaison rejoignait les voies ferrées. Une autre liaison mena à la ligne de Prusse-Orientale près de la gare de Berlin-Friedrichsfelde-Est.
Dans les années 1960, pendant la construction de la ligne de la grande ceinture de Berlin par la Deutsche Reichsbahn, un nouveau croisement de voies a été mis en place. Lors des modifications de tracé, la gare de Springpfuhl est déplacée à l'est. Les travaux étaient achevés à l'automne de l'année 1971. La gare actuelle du S-Bahn sur la ligne de Friedrichsfelde-Est à Marzahn a été ouverte le 30 décembre 1976.

## Service des voyageurs

### Accueil
La gare dispose d'un ascenseur et est donc de ce fait accessible aux personnes handicapées. À l'entrée de la station sur la rue Allee der Kosmonauten se trouve un distributeur automatique de titres de transport.

### Desserte
Berlin Springpfuhl est desservie par les trains des lignes 7 et 75 de la S-Bahn de Berlin.

### Intermodalité
La gare est desservie par la ligne M8 et la ligne 18 du tramway de Berlin. Elle est également desservie par la ligne 194 du réseau de bus.